# Corinna Kastner

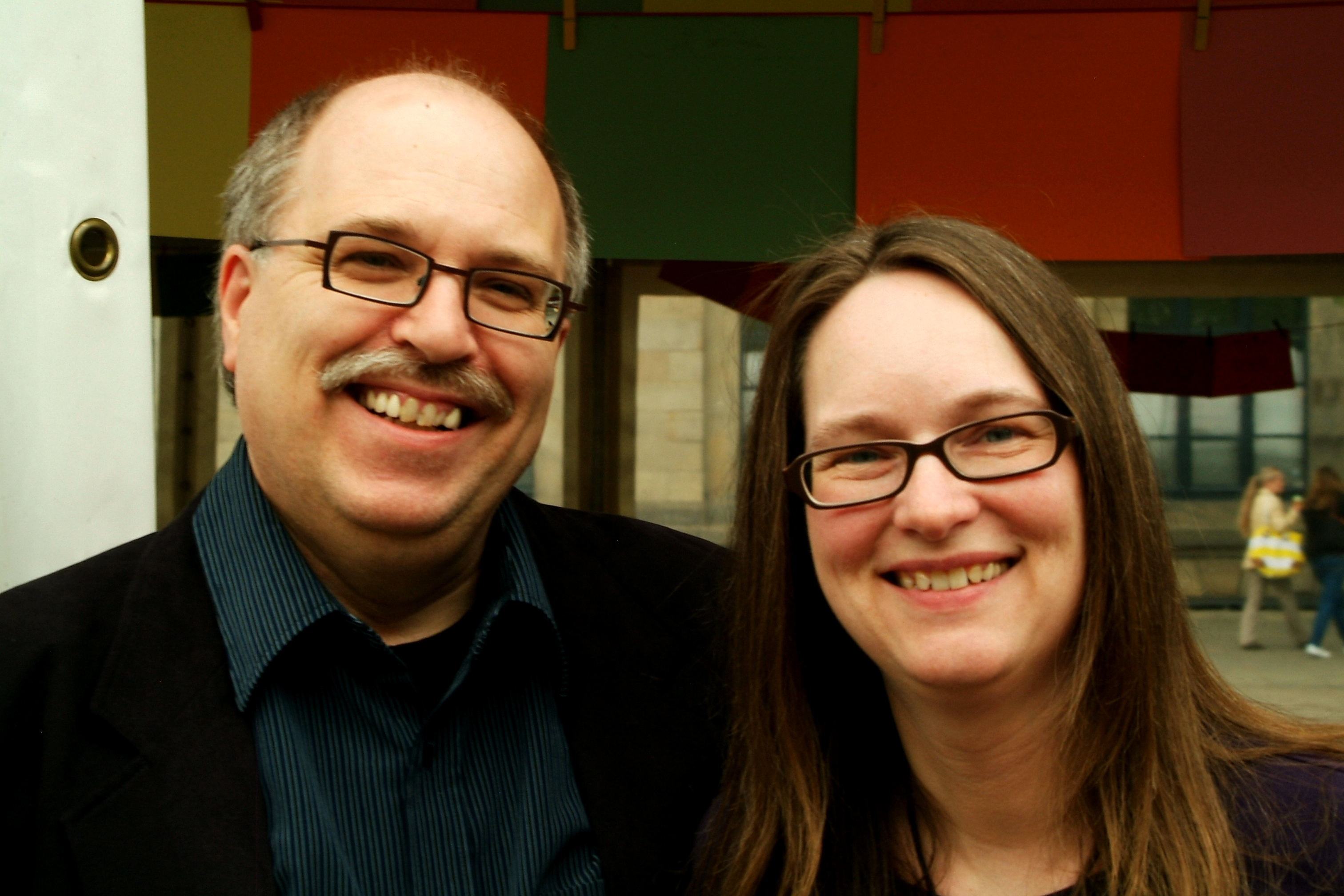
Jörg und Corinna Kastner lasen während „Hannover im Wort“ zur Bücherverbrennung in Hannover

Corinna Kastner, geborene Koch (* 8. November 1965 in Hameln) ist eine deutsche Schriftstellerin und Fotografin.

## Leben
Kastner absolvierte von 1983 bis 1985 eine Ausbildung zur Wirtschaftsassistentin für Fremdsprachen und Korrespondenz und begann im Jahr ihres Abschlusses eine Tätigkeit an der Hochschule für Musik und Theater Hannover. Ende der achtziger Jahre gründete sie mit Kathrin Jaeck und Oliver Bruhns die deutsche Sherlock-Holmes-Gesellschaft Von Herder Airguns Ltd., in der sie bis 1992 elf Ausgaben des Vereinsmagazins The Soft-Nosed Bullet-In herausgab. Zu den regelmäßig Beitragenden gehörten Malte S. Sembten und ihr späterer Ehemann Jörg Kastner, den sie auf diesem Wege kennenlernte.
2002 erschien ihr gemeinsam mit ihrem Ehemann verfasster Fantasy-Jugendroman Die Steinprinzessin, 2005 ihr erstes alleiniges Werk, der Mystery-Thriller Eileens Geheimnis. Seit 2012 veröffentlichte sie eine Reihe von erfolgreichen Regionalkrimis, die im Fischland angesiedelt sind. Daneben sind mehrere Kalender mit ihren Fotografien von Schauplätzen ihrer Bücher erschienen.
Corinna Kastner, die hauptberuflich am Institut für Journalistik und Kommunikationsforschung tätig ist, lebt mit ihrem Ehemann Jörg in Hannover.

## Werke

### Phantastische Romane
- Die Steinprinzessin (mit Jörg Kastner) (2002)

### Mystery-Romane
- Eileens Geheimnis (2005)
- Das Erbe von Ragusa (2006)
- Die geheimen Schlüssel (2007)
- Die verborgene Kammer (2009)

### Fischland-Krimis
- Kassandra Voss:
  - Fischland-Mord (2012)
  - Fischland-Rache (2013)
  - Fischland-Feuer (2015)
  - Fischland-Verrat (2016)
  - Fischland-Angst (2018)
  - Fischland-Lügen (2020)
  - Fischland-Fluch (2021)
  - Fischland-Verblendung (2023)
  - Fischland-Falle (2024)

- Greta Röwer:
  - Bodden-Tod (2017)
  - Bodden-Nebel (2019)